# Таллинская улица (Санкт-Петербург)
Та́ллинская у́лица — улица в Красногвардейском районе Санкт-Петербурга. Проходит от Малоохтинского проспекта до проспекта Шаумяна.

## История
Название получила 26 декабря 1940 года в честь столицы Эстонской ССР.
Изначально улица шла от Малоохтинского до Новочеркасского проспекта. В 1957 году улица была продлена до проспекта Шаумяна.

## Пересечения
- Малоохтинский проспект
- Улица Громова
- Улица Стахановцев
- Новочеркасский проспект

## Транспорт
Ближайшая станция метро — «Новочеркасская».
Троллейбусы:
- № 7 (Петровская площадь — Таллинская улица)
- № 33 (Суворовский проспект — проспект Солидарности)

Автобусы:
- № 5 (Уткина заводь — станция метро «Ладожская»)
- № 46 (Таллинская улица — Белоостровская улица)
- № 191 (АС «Река Оккервиль» — станция метро «Петроградская»)

Трамваи:
- № 10 (Ладожский вокзал — Малая Охта)
- № 23 (Проспект Солидарности — Боткинская улица)
- № 39 (Трамвайный парк № 7 — станция метро «Новочеркасская»)
- № 65 (река Оккервиль — Невский завод)